# Cyrtodactylus philippinicus
Cyrtodactylus philippinicus е вид влечуго от семейство Геконови (Gekkonidae).

## Разпространение
Видът е разпространен във Филипини. Внесен е в Индонезия и Малайзия.